# Kirchtimke
Kirchtimke ist eine Gemeinde in der Samtgemeinde Tarmstedt im Landkreis Rotenburg (Wümme) im nördlichen Niedersachsen.

## Geografie

### Lage
Kirchtimke liegt im Naturraum Stader Geest. Südöstlich von Kirchtimke befindet sich das Waldgebiet „Schierk“. Etwas südöstlich von Ostertimke liegt das Naturschutzgebiet „Bullensee“. Die Gemeinde wird überwiegend von landwirtschaftlichen Nutzflächen geprägt.

### Gemeindegliederung
Zur Gemeinde gehört neben der Ortschaft Kirchtimke auch der Ortsteil Ostertimke.

## Geschichte

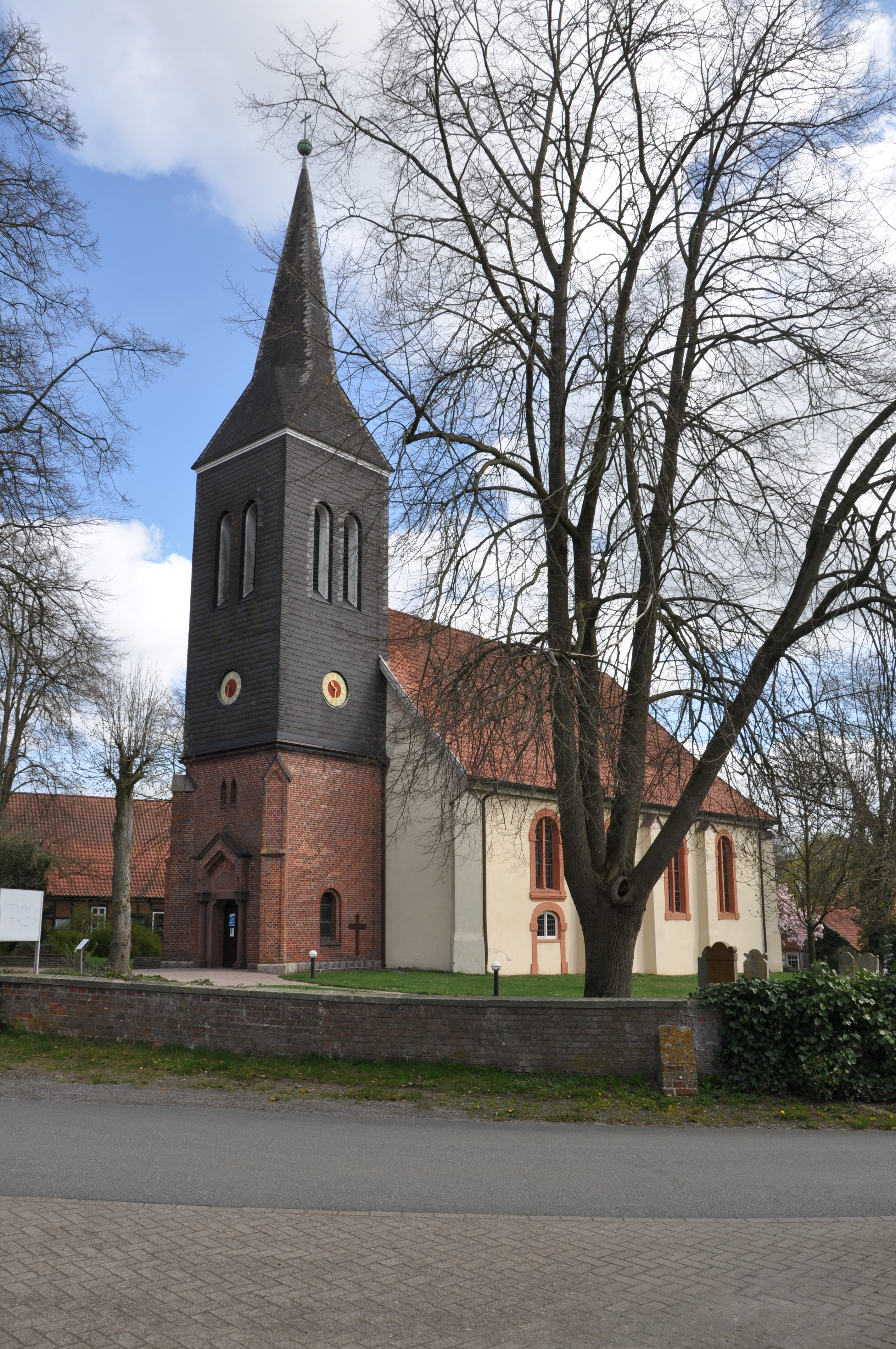
Kirche in Kirchtimke

Der Ort wurde erstmals 1148 urkundlich erwähnt. Die Ortschaft trug früher den Namen „Tymbeke“.
Eine erste Kirche wurde vermutlich im 12. Jahrhundert erbaut, worauf der romanische Taufstein (um 1200) und das wertvolle geschnitzte frühgotische Kruzifix (um 1280) hinweisen. Bei der Kirchrenovierung 1962 fanden sich Reliquien im alten Kruzifix, in Stoff gewickelt und beschriftet mit den Namen der Heiligen Lambertus und Pankratius, dazu Sand aus dem Heiligen Land. Seitdem trägt die ev.-luth. Kirche den Beinamen des Lambert. Die St.-Lambertus-Kirche wurde 1739 neu erbaut, nachdem die alte Kirche für das größer gewordene Kirchspiel zu klein geworden war. 1884 wurde dann auch der Kirchturm neu errichtet und der alte Rundsteinturm abgebrochen.

### Ortsname
Timke ist ein alter Gewässername; er enthält „-beke“ („Bach“), heute Westertimker Beek. Timke dürfte von „Tin-“ oder „Tim-“ stammen. Da dahinter ein „-b-“ folgt, ist es wahrscheinlicher, dass von älterem „Tin-beke“ auszugehen ist. Grundlage dürfte eine germanische Sippe sein. „Tine, tina“ bedeutet „schmelzen, schlamm“. Der Ortsname bedeutet am wahrscheinlichsten „durch Wasser aufgelöster Boden, feuchtes, überflutetes Land“.

### Eingemeindungen
Im Zuge der Gebietsreform in Niedersachsen wurde die zuvor selbständige Nachbargemeinde Ostertimke am 1. März 1974 in die Gemeinde Kirchtimke eingegliedert.

## Politik

### Gemeinderat
Der Rat der Gemeinde Kirchtimke besteht aus neun Ratsfrauen und Ratsherren. Dies ist die festgelegte Anzahl für die Mitgliedsgemeinde einer Samtgemeinde mit einer Einwohnerzahl zwischen 501 und 1.000 Einwohnern. Die Ratsmitglieder werden durch eine Kommunalwahl für jeweils fünf Jahre gewählt. Die aktuelle Amtszeit begann am 1. November 2021 und endet am 31. Oktober 2026.
Die letzten Gemeinderatswahlen ergaben folgende Sitzverteilungen:
| Partei        | 2021 | 2016 |
| ------------- | ---- | ---- |
| WG Kirchtimke | 9    | 9    |

### Bürgermeister
Der Gemeinderat wählte das Gemeinderatsmitglied Armin Springwald (WG Kirchtimke) zum ehrenamtlichen Bürgermeister für die aktuelle Wahlperiode. Durch den Rücktritt Armin Springwalds im Frühjahr 2018 ging das Amt des Bürgermeisters an Frank Tibke über.

### Wappen
Das Wappen der Gemeinde Kirchtimke zeigt einen schräglinks durch einen dreifachen goldenen (gelben) Wellenbalken in blau und blau geteilten Schild; im oberen Bereich eine goldene (gelbe) Windrose mit einer siebenstrahlig aufgehenden goldenen (gelben) Sonne auf dem Ostweiser für Ostertimke, unterlegt durch schwarze Ornamente im Schmiedeeisenstil; im unteren Bereich die Kirchtimker Kirche mit vier hohen Seitenfenstern und altem Rundturm mit Turmfahne in Gold (Gelb) für Kirchtimke. 

## Verkehr
Die Gemeinde liegt an der Landesstraße 133 von Lilienthal über Tarmstedt nach Zeven. Eine Buslinie der Eisenbahnen und Verkehrsbetriebe Elbe-Weser, die Bremen mit Zeven verbindet, verläuft durch das Gemeindegebiet. Die Gemeinde liegt im Verkehrsverbund Bremen/Niedersachsen.

## Söhne und Töchter der Gemeinde
- Heinrich Friedrich Pfannkuche (1766–1833), evangelischer Theologe und klassischer Philologe